# Anemia trichorrhiza
Anemia trichorrhiza là một loài dương xỉ trong họ Anemiaceae. Loài này được Gardner ex Hook. mô tả khoa học đầu tiên năm 1852.